# Pîleava, Vîșhorod
Pîleava (în ucraineană Пилява) este un sat în comuna Bohdanî din raionul Vîșhorod, regiunea Kiev, Ucraina.

## Demografie
Componența lingvistică a localității Pîleava
     Ucraineană (97,62%)
     Rusă (2,38%)
Conform recensământului din 2001, majoritatea populației localității Pîleava era vorbitoare de ucraineană (97,62%), existând în minoritate și vorbitori de rusă (2,38%).